# سلامة أحمد سلامة
سلامة أحمد سلامة (1932 - 11 يوليو 2012)، صحفي مصري. كان يشغل موقع رئيس مجلس تحرير جريدة الشروق الجديد، ويكتب فيها عمودا بعنوان «من قريب» انتقل به إلى الجريدة الجديدة من جريدة «الأهرام»، التي شغل فيها لسنوات طويلة موقع مدير التحرير.
كان أول رئيس تحرير لمجلة «وجهات نظر» م.
وهو متزوج وله ولدان يعملان في ألمانيا. توفي سلامة يوم 11 يوليو 2012 عن عمر يناهز 80 عامًا.